# San Matías kommun
San Matías är en kommun i Honduras.   Den ligger i departementet El Paraíso, i den södra delen av landet, 60 km öster om huvudstaden Tegucigalpa. Antalet invånare är 4 100. Arean är 116 kvadratkilometer.
Terrängen i San Matías är huvudsakligen kuperad, men åt sydost är den platt.